# Ferengové
Ferengové jsou fiktivní mimozemská rasa z prostředí Star Treku. Jedná se o obchodníky a hlavním cílem každého Ferenga je získat co nejvíce majetku ve formě vzácného kovu latinia. Pro tento kov jsou ochotni i překročit zákony Federace. Poprvé se objevili v sedmé epizodě Nejzazší výspa v seriálu Star Trek: Nová generace v roce 1987, kdy poprvé kontaktovali Federaci (v roce 2364), první kontakt (v roce 2154) lodí Enterprise (NX-01). Domovská planeta Ferengů, Ferenginar, není členem Federace.
Mezi významné Ferengy patří velký Nagus a také členové FCA (Ferengi Commerce Authority).
Dalším známým Ferengem je Quark, vlastník baru na stanici Deep Space Nine.